# ジャイアントスキー場

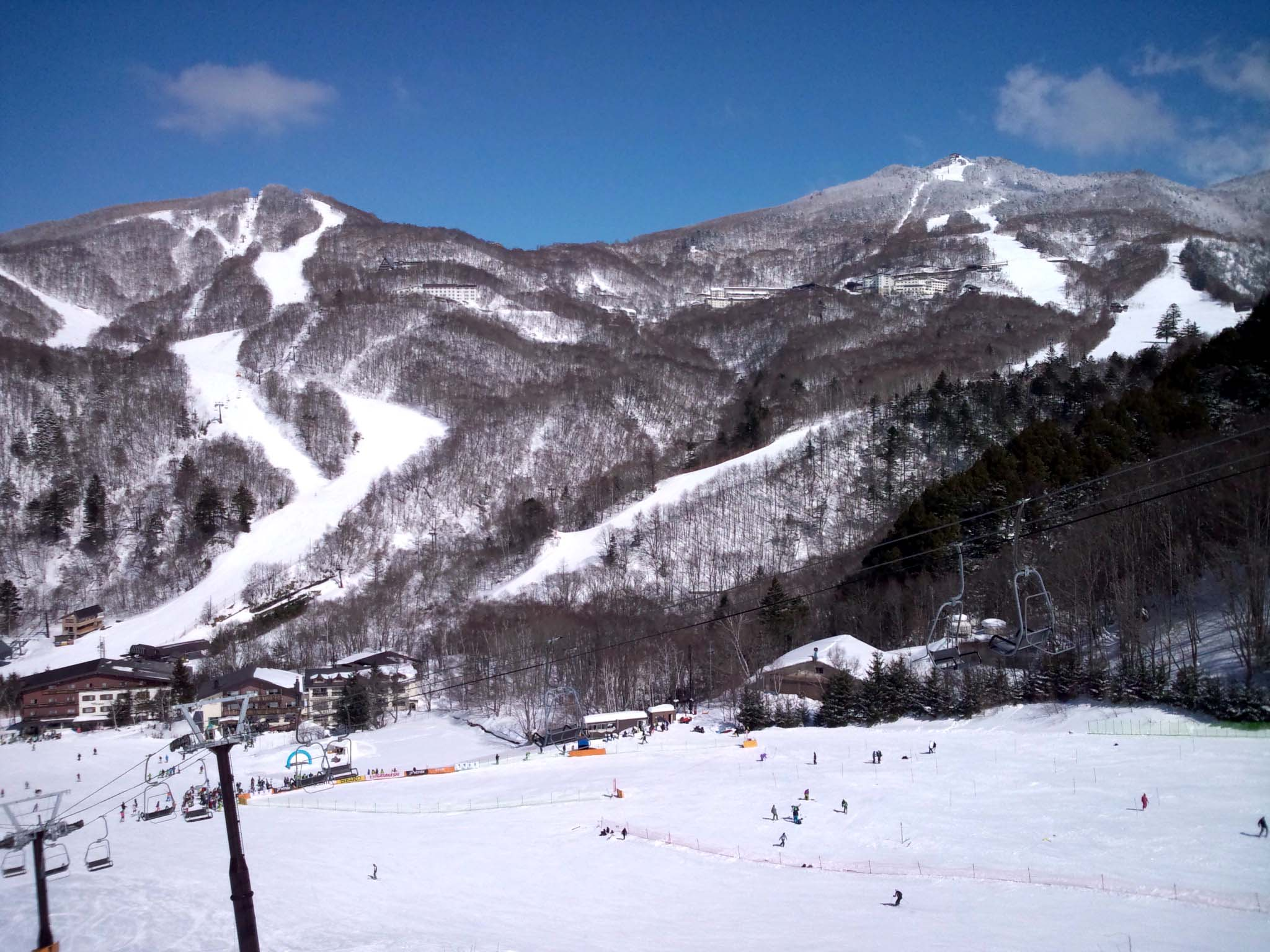
ジャイアントスキー場から望む西館山(左奥)と発哺ブナ平スキー場(右手前)や東館山スキー場(右奥)。

ジャイアントスキー場 （ジャイアントスキーじょう）は、長野県下高井郡山ノ内町にあるスキー場である。

## 概要
本スキー場は、1930年(昭和5年)に志賀高原スキー場の中で最初に開発されたスキー場である。
志賀高原スキー場の中央エリアに位置し、志賀山(標高2035m)の北麓(標高1500ｍ付近)の中緩斜面を利用した一枚バーンの幅広なゲレンデと、その脇につくられた迂回コースおよび近接スキー場への連絡コースによって構成されている。
コース3本、標高1330〜1590m（標高差260m）、コースレベル配分は上級20％、中級40％、初級40％。
本スキー場上部と中間部にある連絡コースを使って蓮池スキー場との間を往来が可能である。また、本スキー場下部においては、発哺ブナ平スキー場の発哺クワッドリフトおよび西館山スキー場の西館山クワッドリフトにそれぞれ接続しているが、間に千曲川の支流の一つである横湯川が形成する谷間があることから、双方向の往来において斜面を上る必要がある。
リフト2路線(うちゴンドラリフト1路線)のうち、本スキー場最下部から最上部までをつなぐペアリフト1本を利用して滑走を繰り返し楽しむことができる。最下部と志賀高原山の駅との間を結ぶゴンドラリフトを使って滑走することはできない。リフト運営主体は、志賀高原リゾート開発。
営業期間は12月下旬〜4月上旬まで。

## コース・ゲレンデ
(滑走延長、平均斜度／最大斜度)

### 初級者コース
- 蓮池連絡コース（330m、5°／10°）
  - 2000年頃、蓮池スキー場の中盤付近に国道292号線の下を横断するトンネルとともに両スキー場を結ぶ連絡コースが整備された。
  - かつては、本コースの分岐点が現在よりもやや下部にあり、奥志賀林道沿いに下降して蓮池の宿泊施設群の合間を縫って蓮池スキー場に連絡するコースであったが、途中で板を担いで歩く区間や、宿泊施設の駐車場、車道を横断する箇所など、不便で危険な場所が多かった。本コース完成により両スキー場の往来が格段に改善された。

### 中級者コース
- ジャイアント七曲りコース（580m、9°／15°）
  - ジャイアントゲレンデ下部から見上げて右側にある初級者用迂回コース兼蓮池スキー場からの連絡コース。
  - 急斜面であるが、コース名が示す通りジグザグにコースが加工されて緩斜面となっている。
  - 「七曲り」と命名されているが、実際は「五曲り」である。
  - かつては不規則なコブが並ぶ片斜面であり、ジャイアント第1ペアリフトまたはジャイアントトリプルリフト(両リフトともに現在廃止)の中間乗降場を使ってチャレンジすることができた。

### 上級者コース
- ジャイアントゲレンデ（1000m、20°／34°）
  - 1930年、志賀高原スキー場で最初につくられたゲレンデ。
  - FIS公認のシンプルな一枚バーンで、ジャイアントペアリフトを使って繰り返し滑走できる。
  - ゲレンデ序盤は中斜面で、中級者でも楽にスキー滑走を楽しめる。コース中盤から最大斜度34度の急斜面が250m程続き、終盤において徐々に斜度が緩くなり、最後は緩斜面(平均斜度10度)となり、リフト乗り場に到達する。
  - 1990年台中頃まではピステンの入らないコブ斜面として有名であったが、スキーブームにより中級者や初級者がなだれ込むようになり、また圧雪車の性能が向上したことも相まって、現在は整備された滑りやすいゲレンデとなっている。
  - ゲレンデ最上部は、ジャイアントペアリフト降車場よりも10m程標高の高い位置にある。ゲレンデが開拓された後にリフトが架けられたが、索道レイアウトの関係でゲレンデ最上部まで計画できなかったことによる。
  - 1995年頃までは、自然の斜面を生かしたスキージャンプ台がゲレンデ下部から見上げて左側にあったことからも、本ゲレンデが如何に急勾配であるかがうかがえる。

## リフト
(距離、高低差、時間)

### 営業中リフト
- ジャイアントペアリフト（931m、240m、6分44秒）
  - 二人乗り固定循環式チェアリフト。
  - スキー場の最下部から最上部に架かる唯一のリフト。
  - かつては、高速三人乗り自動循環式チェアリフト（デタッチャブルチェアリフト）で、乗車時間は現在の約半分（3分59分）であった。自動循環式チェアリフトが主流となる中で、固定循環式チェアリフトに架け替えられた珍しいリフトである。
- 志賀高原リゾートゴンドラ（402m、150m、1分24秒）
  - 八人乗りゴンドラリフトが3連結した我が国初のパルスゴンドラリフト。
  - 一の瀬ダイヤモンドペアリフト(2017年12月開設)以降、3年ぶりに新設された志賀高原スキー場で最も新しいリフト(2020年12月19日運行開始)である。志賀高原中央エリアでは東館山ゴンドラリフトに次ぐ2路線目、志賀高原スキー場としては焼額山第2ゴンドラリフト開設以来の5路線目のゴンドラリフトとなる。
  - 志賀高原山の駅とジャイアントスキー場山麓部とを結ぶ。

### 廃止・休業中リフト
- ジャイアント第1ペアリフト（914m、240m、7分37秒）
  - ジャイアントトリプルリフト（現ジャイアントペアリフト）に並行して架かっていた固定循環式チェアリフト。本リフトがジャイアントスキー場で最初に開通した索道である。
  - ジャイアントゲレンデが中斜面から急斜面に変化する位置に中間乗降場があり、上部から滑走してきた初中級者あるいは、蓮池スキー場からの連絡コースを使って入ってきた初中級者は、中間乗降場から下り線に乗ることで、ジャイアントのコブ斜面を回避していた。
- ジャイアント第2リフト（380m、125m、-分--秒）
  - ジャイアント第1ペアリフトに沿って(現在のジャイアントペアリフトの位置に)架かっていたリフト。
  - ジャイアント第1ペアリフトの中間乗降場辺りが降車場となっていた。また乗車場はジャイアントペアリフトの乗車場よりも100m程前方にあった。
- ジャイアント第3リフト（247m、65m、2分17秒）
  - ジャイアントゲレンデの麓から見上げて左側に架設されていたシングルリフト。
  - ジャイアントゲレンデの終盤の緩斜面だけを楽しむことができる初級者に便利なリフトであった。
  - 1995年前後に廃止された。
  - 架設された当時は、ゲレンデ上部まで運行しており、上部中斜面の中央に降車場が設けられていた。（距離770m、高低差225m）
- ジャイアントトリプルリフト（955m、240m、3分59秒）
  - ジャイアント第3リフトが短縮され、ジャイアント第1ペアリフトのVTMを補完する目的で、ジャイアント第2リフトを廃止して架設された高速三人乗り自動循環式チェアリフト（デタッチャブルチェアリフト）。
  - ジャイアント第1ペアリフトと同じ場所に中間乗降場が設けられていた。
  - 本リフトの架設により乗車場がほぼ現在の位置となった。

### 料金
2020～2021シーズンの中央エリア限定リフト料金(消費税及び地方消費税込み)は以下の通りである。
志賀高原18スキー場共通リフト券については志賀高原スキー場を参照のこと。
| 券種    | 大人  | 小学生以下 | 備考               |
| ------- | ----- | ---------- | ------------------ |
| 4時間券 | 4,500 | 2,300      | 期間:12/21～3/31。 |
| 1日券   | 5,000 | 2,500      | 期間:12/21～3/31。 |
| 1日券   | 3,900 | 2,000      | 期間:OPEN～12/20   |
| 1日券   | 4,100 | 2,000      | 期間:4/1～CLOSE    |

## 施設・サービス

### 飲食施設
ジャイアントスキー場の山麓部にある宿泊施設に併設されたレストランの一部が一般客向けに飲食施設を開放している。
- レストランベルグ：「ホテルベルグ」内にあるレストラン。麺類や定食類を食べられるほか、喫茶は夕方まで営業している。
- レストランイタクラ：「ホテルイタクラ」内にあるレストラン。麺類や丼物が中心で、珍しいのは納豆カレー。
- レストランモンテローザ：「ホテルアルペンブルク」内にあるレストラン。洋食中心。
- レストランアスペン：「アスペン志賀」に併設された洋食レストラン。種類豊富な自家製パンがある。

### 温泉
麓の宿泊施設街は志賀山温泉街となっていて、いくつかの施設で日帰り入浴を楽しむことができる。
- 日帰り入浴が可能な宿泊施設
  - ホテルベルグ：フィンランド式電気ストーブを使用した本格的なサウナ付き。利用の際は事前連絡が必要。
    - 泉質：単純硫黄泉
    - 源泉温度：摂氏93度
    - 効能温泉：神経痛、筋肉痛、関節痛、五十肩、運動麻痺、関節のこわばり、打ち身、くじき、慢性消化器病、痔疾、冷え性、病後回復期
    - 料金：大人500円、小人応相談（16時まで）。

  - ホテルイタクラ：温泉大浴場のほか露天風呂（男女各一つ）を楽しめる。冬季以外は事前連絡が必要。
    - 泉質：単純硫黄泉
    - 料金：500円（大人、子供一律料金）（16時まで）。

  - ホテルアルペンブルク：源泉掛け流しの天然温泉。内風呂と露天風呂の2つの風呂を楽しめる。
    - 泉質：単純硫黄泉（硫化水素型）
    - 源泉温度：摂氏70度
    - 湯量：毎分50リットル
    - 効能温泉：アトピー性皮膚炎、神経痛、筋肉痛、関節痛、五十肩、運動麻痺、打ち身、関節のこわばり、くじき、慢性消化器病、痔疾、冷え性、病後回復期
    - 料金：大人600円、小人400円、レンタル用バスタオル200円、販売用タオル200円（19時まで）。

  - アスペン志賀：源泉掛け流し、少し青みがかった薄めの乳白色の湯。日によって湯の色が変わる。
    - 泉質：単純硫黄泉（硫化水素型）
    - 源泉温度：摂氏93度
    - 効能温泉：神経痛、筋肉痛、関節痛、打ち身、きりきず、慢性消化器病、冷え性、疲労回復、慢性婦人病、など
    - 料金：大人500円（16時まで）。

  - 渓谷の湯：露天展望風呂、ジャグジー風呂、内湯大浴場がある。
    - 泉質：単純泉および硫化水素型硫黄泉
    - 効能温泉：神経痛、筋肉痛、関節痛、五十肩、運動麻痺、関節のこわばり、うちみ、くじき、慢性消化器病、痔疾、冷え性、病後回復期、疲労回復、健康増進、慢性皮膚病、慢性婦人病、きりきず、糖尿病、高血圧症、動脈硬化症
    - 料金：大人800円、子供600円（14時まで）。

### 宿泊施設
麓付近に5件の宿泊施設がある。
- ホテルベルグ
- ホテルイタクラ
- ホテルアルペンブルク
- アスペン志賀
- 渓谷の湯（旧：ホテル渓谷）

### 駐車場施設
- ジャイアント駐車場(350台)　本スキー場下部に整備されている。
- その他の駐車スペース　国道292号線の「25号カーブ」に乗用車を停められるスペースとスキー場へのアクセス路が整備されている。駐車可能台数は数台に限られる。

## 交通

### 道路
長野県側の湯田中方面から国道292号線を登ると、水無池付近の「20号カーブ」三叉路交差点を左折する(一般には白樺ルートと呼ばれ、蓮池にて再び国道に合流する)。
道なりに1km程進むとやがて琵琶池畔に至り、白樺ルートから外れて斜め左に分岐する道路を入る。更に1km余り進むとジャイアント駐車場に到着する。
群馬県側からは国道292号線の「23号カーブ」手前の交差点を右折し白樺コースに入り1.6km程道なりに進むと、琵琶池湖畔にてジャイアントスキー場方面に鋭角に右折する道路に入る。更に1km余り進むとジャイアント駐車場に到着する。
また、国道292号線「25号カーブ」には乗用車が5台程停車できるスペースがあり、そこからスキー場までの50m程の歩行者用遊歩道が整備されている。
渋峠付近は冬季通行止めとなるため、スキーシーズン中は群馬県からのアクセスは不可。
- 国道292号線渋峠付近の交通事情

### 公共交通機関
国道292号線から分岐する道路にてジャイアントスキー場（ジャイアント駐車場）にアクセスできる。
長野電鉄長野線の湯田中駅前から長電バス奥志賀高原線で「発哺温泉」停留所下車。
東日本旅客鉄道北陸新幹線および信越本線の長野駅東口バス広場、或いは東日本旅客鉄道北陸新幹線および飯山線の飯山駅千曲川口バス広場から長電バス急行志賀高原線で「発哺温泉」停留所下車。